# Ilah
Ilah (àrab: إله, ilāh; plural: آلهة, ālihat) és un substantiu àrab que vol dir ‘deïtat’, ‘déu’, ‘divinitat’. El seu equivalent femení és ilaha (إلاهة, ilāha, amb el significat de ‘deessa’, ‘dea’). Es creu que el nom àrab de Déu en les religions abrahàmiques deriva d'aquest substantiu. És un cognat del nom semític nord-occidental ʾēl i de l'accadi ilum. Té el seu origen en ʔ-L, una arrel biliteral arcaica del protosemític que significa ‘déu’ (possiblement amb un significat més ampli de ‘fort’), que es convertí en una arrel triliteral normal i corrent mitjançant l'addició d'una ha (com en els noms hebreus ʾelōah i ʾelōhim). Es pot escriure o bé إلٰه, amb un àlif diacrític opcional per marcar la ā només en els textos de l'Alcorà, o bé (més rarament) إلاه, amb un àlif complet.
Aquest substantiu apareix en diversos versos de l'Alcorà que tracten de l'existència de Déu o de la creença en altres déus pels no musulmans. N'és un exemple destacat la primera part de la xahada (professió de fe islàmica), que diu: «No hi ha més déu (ilah) que Déu (Al·là)».